# Robert Rankin
Robert Fleming Rankin, född 1949 i London, är en brittisk science fiction- och fantasyförfattare. Han debuterade 1981 med romanen The Antipope, den första delen i hans Brentford-serie. I serien parodierar han klichéer som förekommer i science fiction-, skräck- och fantasygenrerna.